# Jefferson Township (comté d'Andrew, Missouri)
Jefferson Township est un township du comté d'Andrew dans le Missouri, aux États-Unis,. En 2010, le township comptait une population de 4 646 habitants.  Il est baptisé en référence à Thomas Jefferson, troisième président des États-Unis.

## Source de la traduction
- (en) Cet article est partiellement ou en totalité issu de l’article de Wikipédia en anglais intitulé « Jefferson Township, Andrew County, Missouri » (voir la liste des auteurs).